# Pułapka (film 1983)
Pułapka (tytuł oryginalny: Gracka) – albański film fabularny z roku 1983 w reżyserii Saimira Kumbaro.

## Opis fabuły
Film nawiązujący do przeprowadzonej na przełomie lat 40. i 50. XX w. operacji Valuable – desantu na terytorium Albanii przeszkolonych w zakresie dywersji grup albańskich emigrantów, którzy mieli przygotować grunt pod powstanie i obalenie systemu rządów Envera Hodży. Niepowodzenie całego przedsięwzięcia zostało przedstawione w filmie jako klęska monarchistów, byłych oficerów króla Zoga, a zarazem sukces albańskiego wywiadu. W praktyce był to efekt pomocy radzieckiej dla Albanii (w ramach wspólnej operacji o kryptonimie "Bajkał") oraz zdrady części przerzuconych do Albanii dywersantów. Istotną rolę w filmie odgrywają funkcjonariusze albańskiej służby bezpieczeństwa Sigurimi i Shtetit, których czujność i zaangażowanie w opinii autorów filmu miały uchronić kraj przed katastrofą. Film powstał rok po kolejnej nieudanej próbie lądowania na wybrzeżu Albanii, którą w 1982 przeprowadzili zwolennicy króla Leki I, znani jako grupa Xhevdeta Mustafy. Film nie był wyświetlany w Polsce.
Zdjęcia do filmu realizowano w Tiranie.

## Obsada
- Llazi Sërbo jako oficer Gazmend
- Viktor Çaro jako Gjergji
- Mario Ashiku jako Vesel Shahini
- Reshat Arbana jako generał amerykański
- Vangjel Heba jako Kurti
- Luan Qerimi jako Majku
- Guljelm Radoja jako radiotelegrafista Refik
- Kristaq Skrami jako radiotelegrafista
- Vasjan Lami jako Sadik
- Fatos Sela jako Baja
- Elez Kadria jako Qamil Borodina
- Anastas Kristofori jako Seit
- Esat Kola jako Murat
- Binok Hatibi jako radiotelegrafista
- Ndrek Gjergji jako amerykański radiotelegrafista
- Spiro Urumi jako duchowny bektaszycki
- Dervish Biba jako Serafin

## Zobacz także
- Zadanie specjalne